# Parlamento Nacional (Timor Oriental)
El Parlamento Nacional (en tetun: Parlamentu Nasionál), es el órgano unicameral que ostenta el poder legislativo de Timor Oriental.
El Parlamento es elegido cada 5 años utilizando como método de elección la representación proporcional por listas cerradas con el sistema D'Hondt. El voto es voluntario para todos los ciudadanos mayores de 17 años.[cita requerida]

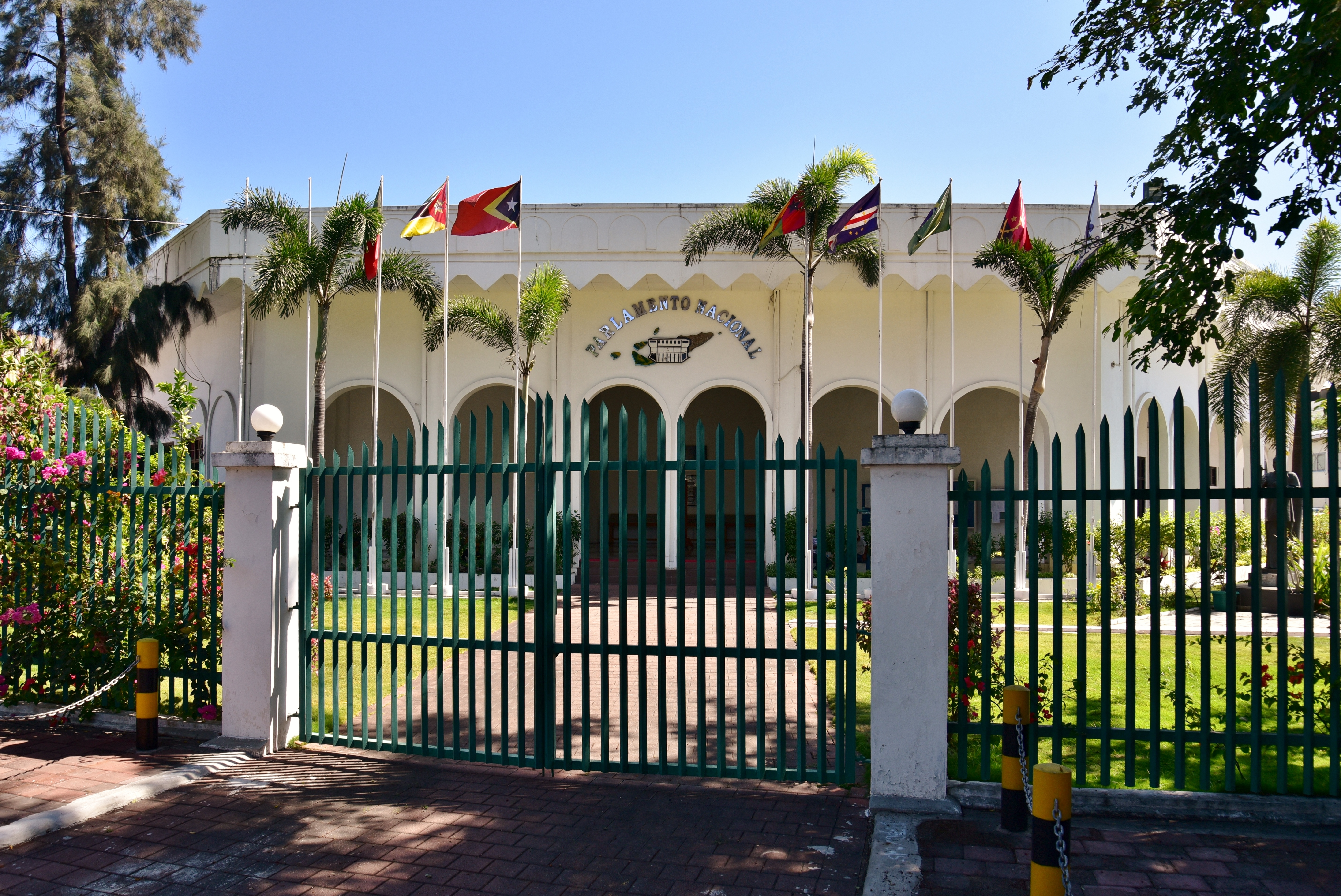
Fachada principal del Parlamento Nacional